# انتخاب قضات در ایالات متحده آمریکا

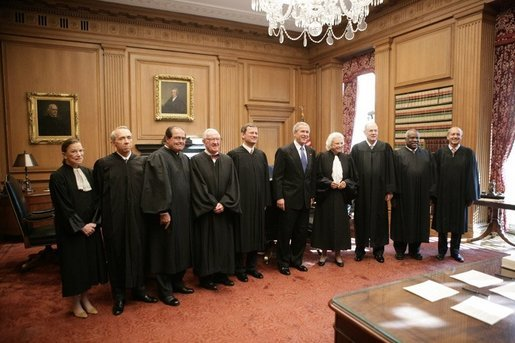
قضات دیوان عالی ایالات متحده آمریکا در سال ۲۰۰۵

قانون اساسی ایالات متحده آمریکا انتخاب قضات دادگاه‌های فدرال شامل دادگاه‌های ناحیه در ایالات متحده آمریکا، دادگاه‌های استیناف در ایالات متحده آمریکا و دیوان عالی فدرال ایالات متحده آمریکا را بر عهده رئیس‌جمهور ایالات متحده آمریکا و مجلس سنای ایالات متحده آمریکا قرار داده‌است.
رئیس‌جمهور، نامزدهای قضاوت دادگاه‌های فدرال را معرفی می‌کند و سناتورها آنان را تأیید می‌کنند. پس از آن، قضات مسئولیت دادگاه‌های زیر مجموعه خود را بر عهده می‌گیرند و امکان عزل آنان به غیر از استیضاح (روند استیضاح در ایالات متحده آمریکا) امکان‌پذیر نیست. این روند از یکسو مبتنی بر سیستم نظارت و توازن میان سه قوای مجریه، مقننه و قضائیه است و از سوی دیگر استقلال قوه قضائیه (سیستم حقوقی ایالات متحده آمریکا) پس از انتخاب قضات را تضمین می‌نماید. قضات فدرال پس از انتخاب بدون نگرانی از مداخلات رئیس‌جمهور یا کنگره ایالات متحده آمریکا به قضاوت و صدور احکام بر اساس قوانین فدرال می‌پردازند.

## برکناری قضات
روند استیضاح قضات دادگاه‌های فدرال همانند فرایند استیضاح رئیس‌جمهور یا دیگر مقامات دولت فدرال است که ابتدا نیاز به موافقت مجلس نمایندگان ایالات متحده آمریکا دارد و سپس مجلس سنای ایالات متحده آمریکا دادگاهی را برای رسیدگی به اتهامات وارده تشکیل می‌دهد. در تاریخ قضایی ایالات متحده، تنها یک بار یک قاضی دیوان عالی فدرال ایالات متحده آمریکا به نام ساموئل چیس در سال ۱۸۰۵ توسط سنا محاکمه شد که با حکم برائت سناتورها از خطر برکناری نجات یافت. به عبارت دیگر تمام ۱۰۹ قاضی دیوان عالی ایالات متحده از سال ۱۷۸۹ تاکنون یا در اثر مرگ یا به دلیل بازنشستگی جای خود را به دیگری داده‌اند.
سنا در رسیدگی به اتهامات وارد علیه قضات دادگاه‌های ناحیه در ایالات متحده آمریکا یا قضات دادگاه‌های استیناف در ایالات متحده آمریکا به اندازه تخلفات قضات دیوان عالی فدرال ایالات متحده آمریکا با آسان انگاری برخورد نکرده‌است. در طول دو قرن گذشته، ۷ قاضی دادگاه بخش با استیضاح سنا از کار برکنار شده‌اند. ۳ تن دیگر نیز پس از محاکمه تبرئه شدند. یک مورد هم مربوط به یک دستیار قاضی دادگاه تجارت ایالات متحده‌است که توسط سنا از کار برکنار شد.

## تأثیر سیاسی انتخاب قضات
انتخاب قضات دادگاه‌های فدرال به ویژه قضات دیوان عالی فدرال از جمله بهترین فرصت‌های یک رئیس‌جمهور برای تأثیر گذاری بر قوه قضائیه به‌شمار می‌آید. وی با معرفی قضات، عملاً ساختار قوه قضائیه را شکل می‌دهد و از آنجا که جانشین وی نمی‌تواند قضات انتخاب شده را عزل نماید، میراث هر رئیس‌جمهور مدت‌ها پس از ترک وی کاخ سفید در دستگاه قضایی باقی می‌ماند.
این موضوع در جریان انتخاب قضات دیوان عالی فدرال اهمیت بیشتری می‌یابد. دیوان عالی فدرال با استناد به قانون اساسی می‌تواند برنامه‌های رئیس‌جمهور یا مصوبات کنگره را مردود اعلام کند، به همین دلیل ترکیب سیاسی و جناحی دیوان عالی فدرال همواره عاملی در جهت موفقیت یا ناکامی رؤسای جمهور بوده‌است.